# Premiile Sindicatului Scenariștilor Americani
Premiile Sindicatului Scenariștilor Americani (în engleză: Writers Guild of America Awards) pentru realizări deosebite în film, televiziune, radio și jocuri video (adăugat în 2008), incluzând atât categorii de ficțiune, cât și non-ficțiune, au fost premii acordate anual de către The Writers Guild of America, East și The Writers Guild of America, West începând cu anul 1949. În 2004, decernarea premiilor a fost pentru prima dată difuzată la televizor. 

## Eligibilitate
Premiile sunt pentru filmele care au fost difuzate în cursul anului calendaristic precedent. Premiile pentru televiziune sunt pentru seriile care au fost produse și difuzate între 1 decembrie și 30 noiembrie, indiferent de câte episoade au fost difuzate în această perioadă. 
În plus, scenariile trebuie să fie produse sub jurisdicția Sindicatului Scenariștilor Americani sau în baza unui contract de negociere colectivă în Canada, Irlanda, Noua Zeelandă sau Regatul Unit.